# Glyphonyx fuscicollis
Glyphonyx fuscicollis is een keversoort uit de familie kniptorren (Elateridae). De wetenschappelijke naam van de soort is voor het eerst geldig gepubliceerd in 1991 door Kishii.